# Prefectura de Salé
La prefectura de Salé (en àrab عمالة سلا, ʿamālat Salā; en amazic ⵜⴰⵎⵖⵓⵔⵜ ⵏ ⵙⵍⴰ, tamnbaḍt n Sla) és una de les prefectures del Marroc, fins 2015 part de la regió de Rabat-Salé-Zemmour-Zaer i actualment de la de Rabat-Salé-Kenitra. Té una superfície de 672 km² i 982.163 habitants censats en 2014. La capital és Salé.

## Divisió administrativa
La prefectura de Salé consta de 2 municipis i 2 comunes:
|                | Municipis i comunes | Municipis i comunes | Municipis i comunes |
| Població       | 2 de Setembre 1994  | 2 de Setembre 2004  | 1 de Setembre 2014  |
| -------------- | ------------------- | ------------------- | ------------------- |
| Salé           | 579.035             | 760.186             | 890.403             |
| Sidi Bouknadel | 31.987              | 43.593              |                     |
| Shoul          | 19.959              | 19.706              |                     |
| Ameur          |                     |                     |                     |